# Patinação de velocidade nos Jogos Olímpicos de Inverno de 1992

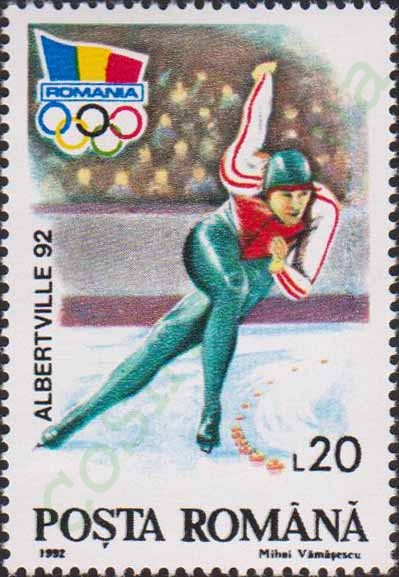
Cartão-postal romeno mostra o evento de patinação de velocidade nos Jogos Olímpicos de Inverno de 1992.

A patinação de velocidade(pt-BR) ou patinagem de velocidade(pt-PT?) nos Jogos Olímpicos de Inverno de 1992 consistiu de cinco eventos para homens e cinco para mulheres. As provas foram realizadas no Anneau de Vitesse em Albertville, na França, entre 10 e 20 de fevereiro de 1992.
Foi a última ocasião em que as provas de patinação de velocidade foram disputadas em recinto aberto em Olimpíadas.

## Medalhistas
Masculino
| Evento                | Ouro                            | Prata                            | Bronze                       |
| --------------------- | ------------------------------- | -------------------------------- | ---------------------------- |
| 500 metros detalhes   | Uwe-Jens Mey GER Alemanha       | Toshiyuki Kuroiwa JPN Japão      | Junichi Inoue JPN Japão      |
| 1000 metros detalhes  | Olaf Zinke GER Alemanha         | Kim Yun-Man KOR Coreia do Sul    | Yukinori Miyabe JPN Japão    |
| 1500 metros detalhes  | Johann Olav Koss NOR Noruega    | Ådne Søndrål NOR Noruega         | Leo Visser NED Países Baixos |
| 5000 metros detalhes  | Geir Karlstad NOR Noruega       | Falko Zandstra NED Países Baixos | Leo Visser NED Países Baixos |
| 10000 metros detalhes | Bart Veldkamp NED Países Baixos | Johann Olav Koss NOR Noruega     | Geir Karlstad NOR Noruega    |

Feminino
| Evento               | Ouro                            | Prata                       | Bronze                         |
| -------------------- | ------------------------------- | --------------------------- | ------------------------------ |
| 500 metros detalhes  | Bonnie Blair USA Estados Unidos | Ye Qiaobo CHN China         | Christa Luding GER Alemanha    |
| 1000 metros detalhes | Bonnie Blair USA Estados Unidos | Ye Qiaobo CHN China         | Monique Garbrecht GER Alemanha |
| 1500 metros detalhes | Jacqueline Börner GER Alemanha  | Gunda Niemann GER Alemanha  | Seiko Hashimoto JPN Japão      |
| 3000 metros detalhes | Gunda Niemann GER Alemanha      | Heike Warnicke GER Alemanha | Emese Hunyady AUT Áustria      |
| 5000 metros detalhes | Gunda Niemann GER Alemanha      | Heike Warnicke GER Alemanha | Claudia Pechstein GER Alemanha |

## Quadro de medalhas
| Ordem | País               | Medalha de ouro | Medalha de prata | Medalha de bronze |    |
| ----- | ------------------ | --------------- | ---------------- | ----------------- | -- |
| 1     | GER Alemanha       | 5               | 3                | 3                 | 11 |
| 2     | NOR Noruega        | 2               | 1                | 1                 | 5  |
| 3     | USA Estados Unidos | 2               |                  |                   | 2  |
| 4     | NED Países Baixos  | 1               | 1                | 2                 | 4  |
| 5     | CHN China          |                 | 2                |                   | 2  |
| 6     | JPN Japão          |                 | 1                | 3                 | 4  |
| 7     | KOR Coreia do Sul  |                 | 1                |                   | 1  |
| 8     | AUT Áustria        |                 |                  | 1                 | 1  |
| TOTAL | TOTAL              | 10              | 10               | 10                | 30 |